# Marian Jerzy Majewski
Marian Jerzy Majewski (ur. 8 września 1895 w Gostyninie, zm. 11 maja 1953) – komandor dyplomowany Marynarki Wojennej II Rzeczypospolitej.

## Życiorys
Był synem Innocentego i Haliny Łańcuckiej. 1 czerwca 1921 pełnił służbę w Departamencie dla Spraw Morskich Ministerstwa Spraw Wojskowych w Warszawie. W 1922 ukończył Tymczasowy Kurs Instruktorski Oficerów Marynarki Wojennej w Toruniu. 2 czerwca 1923 został przeniesiony z korpusu oficerów piechoty do korpusu oficerów Marynarki Wojennej - Korpus Morski z jednoczesnym przydziałem do Dowództwa Floty. W latach 1931–1932 był słuchaczem Morskiej Szkoły Wojennej w Paryżu (franc. École de Guerre Navale), po ukończeniu której otrzymał tytuł oficera dyplomowanego. 11 kwietnia 1933 został wyznaczony na stanowisko dowódcy kontrtorpedowca ORP „Burza”. Na stanowisku dowódcy okrętu pozostawał do 28 stycznia 1937, a następnie został wyznaczony na stanowisko szefa sztabu Dowództwa Floty. Służbę na tym stanowisku pełnił do 2 października 1939.
1 października 1939 przed kontradmirałem Hubertem von Schmundtem podpisał w sopockim Grand Hotelu wraz z kmdr Stefanem Frankowskim akt kapitulacji załogi Helu.
Wzięty do niewoli 2 października 1939 na Helu. Następnie przebywał w oflagach: X B Nienburg, X A Itzehoe, VII B Eichstaett, VII A Murnau w Bawarii, VIII B Silberberg w Sudetach (od 17 stycznia 1940), IV C Colditz w Saksonii (od 2 listopada 1940), X C Lübeck (od 20 stycznia 1942) .

## Awanse
- porucznik – 1918

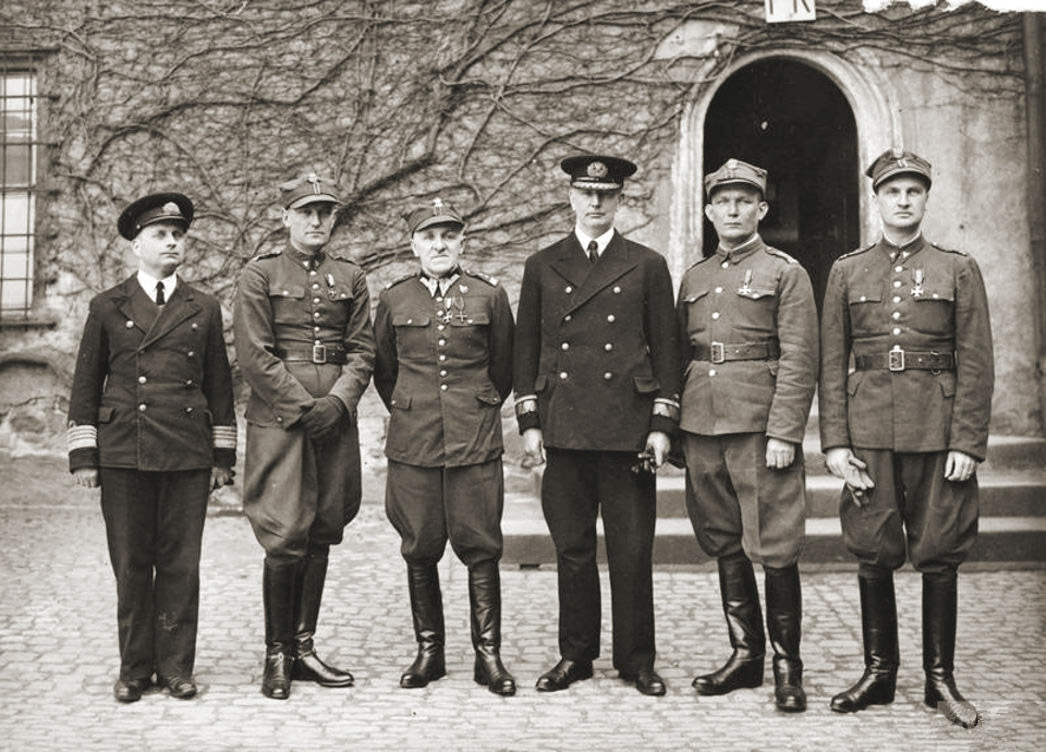
kmdr Marian Majewski w Oflagu w Colditz w 1940 (pierwszy z lewej), następni kolejno: płk Władysław Smolarski, generał Tadeusz Piskor, admirał Józef Unrug, płk Mieczysław Mozdyniewicz i płk Antoni Durski-Trzaska

- kapitan – zweryfikowany ze starszeństwem z 1 czerwca 1919 w korpusie oficerów piechoty
- kapitan marynarki – 2 czerwca 1923 ze starszeństwem z 1 czerwca 1919 i 4,2. lokatą w korpusie oficerów Marynarki Wojennej, Korpus Morski
- komandor podporucznik – 18 lutego 1930 ze starszeństwem z 1 stycznia 1930 i 3. lokatą w korpusie oficerów Marynarki Wojennej, Korpus Morski
- komandor porucznik – 16 marca 1934 ze starszeństwem z 1 stycznia 1934 i 1. lokatą w korpusie oficerów Marynarki Wojennej, Korpus Morski
- komandor – ze starszeństwem z 19 marca 1938 i 3. lokatą w korpusie oficerów Marynarki Wojennej, Korpus Morski

## Ordery i odznaczenia
- Srebrny Krzyż Zasługi (10 listopada 1928)[7]
- Komandor II Klasy Orderu Wazów (Szwecja, 1936)[8]

## Opublikowane prace
- M. Majewski: Tajemnica wojskowa, a prasa, [w:] Przegląd Morski 1937, nr 100, s. 529.